# Калмыцко-Мысовской сельсовет
Калмыцко-Мысовской сельсовет — муниципальное образование со статусом сельского поселения и административно-территориальное образование в Поспелихинском районе Алтайского края России. Административный центр — село Калмыцкие Мысы.

## История
В 1928 году Калмыцко-Мысовской сельсовет входил в состав Поспелихинского района Рубцовского округа Сибирского края.

## Население
По результатам Всероссийской переписи населения 2010 года, численность населения муниципального образования составила 1268 человек, в том числе 589 мужчин и 679 женщин. Оценка Росстата на 1 января 2012 года — 1249 человек.

## Населённые пункты
В состав сельского поселения входит один населённый пункт — село Калмыцкие Мысы.
Решением Алтайского краевого исполнительного комитета от 10.02.1986 года № 38 посёлок Воструха исключен из учётных данных.